# Nobody Beats The Beats
Nobody Beats The Beats er en dansk super hiphop/jazz/funk/eksperimental gruppe, der ofte forkortes NBTB. Gruppen blev startet af DJ Typhoon i 2002

## Medlemmer
- DJ Typhoon aka. Sonny B.
- Context
- Beatman & Rockin`
- Ashtiani & Baltzer
- Scratch Magic
- Steen Rock
- Woody
- Andreas Halberg
- Dr.Disk
- Track 72 aka. Tue Track
- JAHI
- ADL
- The Phobos Peepl
- DJ Noize
- Peder
- Claesson
- High B
- Frednukes
- Linn dubengineer
- Daniel Muschinsky
- Nick Nack
- Linn
- Uprock

Plus mange flere.

## Diskografi

### Studiealbums
- Nobody Beats The Beats (Sonny B Records, 2002)
- The Second Coming (Sonny B Records, 2003)
- Drops From Above (Sonny B Records, 2004)
- Beats & Basslines (Ashtiani & Baltzer, Sonny B Records, 2006)
- Who's Supa Now! (Beatman & Rockin', Sonny B Records, 2006)
- The Breakthru (JAHI FEAT. NBTB / SoulHop, Sonny B Records, 2006)

### Andet
- 12” Nobody Beats The Beats / The Beat Diggin Song (Sonny B Records, 2002)
- 7” Context / If I Had A Band (Sonny B Records, 2003)
- 12” Nobody Beats The Beats / Nobody Beats The Beats – The Second Coming EP (Sonny B Records, 2003)
- 12” Nobody Beats The Beats / Can’t I Be Loved EP (Sonny B Records, 2003)
- 7” Nobody Beats The Beats / Nobody Beats The Beats – Drops From Above 7” (Sonny B Records, 2004)
- MaxiCD Dolph feat. Nobody Beats The Beats / ARGHHH!!! (Sonny B Records, 2005)